# Liste von Terroranschlägen in Saudi-Arabien
Die Liste von Terroranschlägen in Saudi-Arabien beinhaltet eine Übersicht über in Saudi-Arabien geschehene Terroranschläge.

## Erläuterung
In der Spalte Politische Ausrichtung ist die politische bzw. weltanschauliche Einordnung der Täter angegeben: faschistisch, rassistisch, nationalistisch, nationalsozialistisch, sozialistisch, kommunistisch, antiimperialistisch, islamistisch (schiitisch, sunnitisch, deobandisch, salafistisch, wahhabitisch), hinduistisch. Bei vorrangig auf staatliche Unabhängigkeit oder Autonomie zielender Ausrichtung ist autonomistisch vorangestellt, gefolgt von der Region oder der Volksgruppe und ggf. weiteren Merkmalen der Täter: armenisch, irisch (katholisch), kurdisch, tirolisch, tschetschenisch, dagestanisch, punjabisch (sikhistisch), palästinensisch.
Die Opferzahlen der Anschläge werden farbig dargestellt:

Die Zahl bei den Anschlägen getöteter/verletzter Täter ist in Klammern ( ) gesetzt.

## 1979
| Datum/Beginn      | Ort   | Artikel/Quelle(n)                 | Täter  | Politische Ausrichtung     | Mittel      | Ziel                     | Tote       | Verletzte | Hintergrund |
| ----------------- | ----- | --------------------------------- | ------ | -------------------------- | ----------- | ------------------------ | ---------- | --------- | ----------- |
| 20. November 1979 | Mekka | Besetzung der Großen Moschee 1979 | Ichwān | islamistisch, wahhabitisch | Geiselnahme | al-Haram-Moschee, Pilger | 127 (+117) | 450+      |             |

## 1986
| Datum/Beginn      | Ort  | Artikel/Quelle(n)      | Täter     | Politische Ausrichtung                                                                       | Mittel              | Ziel     | Tote | Verletzte | Hintergrund      |
| ----------------- | ---- | ---------------------- | --------- | -------------------------------------------------------------------------------------------- | ------------------- | -------- | ---- | --------- | ---------------- |
| 25. Dezember 1986 | Riad | Iraqi Airways-Flug 163 | Hisbollah | islamisch-nationalistisch, antizionistisch, antiimperialistisch, antiwestlich, antisemitisch | Entführung, Granate | Flugzeug | 63   | 32        | Erster Golfkrieg |

## 1995
| Datum/Beginn      | Ort   | Artikel/Quelle(n) | Täter | Politische Ausrichtung | Mittel      | Ziel           | Tote | Verletzte | Hintergrund |
| ----------------- | ----- | ----------------- | ----- | ---------------------- | ----------- | -------------- | ---- | --------- | ----------- |
| 22. Oktober 1995  | Tabuk | [ 2 ]             |       |                        | Sprengsätze | Moschee        | 7    | 101       |             |
| 13. November 1995 | Riad  | [ 3 ]             |       |                        | Autobombe   | Militärgebäude | 7    | 60        |             |

## 1996
| Datum/Beginn  | Ort    | Artikel/Quelle(n) | Täter              | Politische Ausrichtung | Mittel    | Ziel             | Tote | Verletzte | Hintergrund |
| ------------- | ------ | ----------------- | ------------------ | ---------------------- | --------- | ---------------- | ---- | --------- | ----------- |
| 25. Juni 1996 | Khobar | [ 4 ]             | Hezbollah Al-Hejaz | islamistisch           | Autobombe | Apartmentkomplex | 19   | 386       |             |

## 2003
| Datum/Beginn      | Ort       | Artikel/Quelle(n)       | Täter                                | Politische Ausrichtung                       | Mittel                                              | Ziel                    | Tote    | Verletzte | Hintergrund |
| ----------------- | --------- | ----------------------- | ------------------------------------ | -------------------------------------------- | --------------------------------------------------- | ----------------------- | ------- | --------- | ----------- |
| 12. Mai 2003      | Riad      | [ 5 ] [ 6 ] [ 7 ] [ 8 ] | vermutlich al-Qaida in Saudi-Arabien | salafistisch, antizionistisch, antisemitisch | 9 Selbstmordattentäter mit Autobombe(n), Sprengsatz | Wohngelände, Zivilisten | 26 (+9) |           |             |
| 08. November 2003 | nahe Riad | [ 9 ]                   | al-Qaida in Saudi-Arabien            | islamistisch                                 | 3 Selbstmordattentäter, einer mit Autobombe         | Wohnanlage              | 14 (+3) | 122       |             |

## 2004
| Datum/Beginn      | Ort    | Artikel/Quelle(n) | Täter                                 | Politische Ausrichtung                       | Mittel                                                      | Ziel                                          | Tote    | Verletzte | Hintergrund |
| ----------------- | ------ | ----------------- | ------------------------------------- | -------------------------------------------- | ----------------------------------------------------------- | --------------------------------------------- | ------- | --------- | ----------- |
| 23. April 2004    | Riad   | [ 10 ]            | Al-Haramayn Brigades                  |                                              | Selbstmordattentäter mit Autobombe                          | Polizeigebäude                                | 4+ (+1) | 148       |             |
| 01. Mai 2004      | Yanbu  | [ 11 ]            | al-Qaida in Saudi-Arabien             | salafistisch, antizionistisch, antisemitisch | Sturmgewehre                                                | Ölraffinerie                                  | 7 (+3)  | 25        |             |
| 29. Mai 2004      | Khobar | [ 12 ]            | al-Qaida auf der Arabischen Halbinsel | salafistisch, antizionistisch, antisemitisch | Automatische Schusswaffen                                   | Ölfirmengelände                               | 22      | 25 (+1)   |             |
| 29. Dezember 2004 | Riad   | [ 13 ]            | vermutlich al-Qaida in Saudi-Arabien  | salafistisch, antizionistisch, antisemitisch | Selbstmordattentäter, Autobomben, Automatische Schusswaffen | Innenministerium, Militärrekrutierungszentrum | 7 (+1)  | 83 (+7)   |             |

## 2015
| Datum/Beginn       | Ort      | Artikel/Quelle(n) | Täter | Politische Ausrichtung                                          | Mittel               | Ziel        | Tote    | Verletzte | Hintergrund                            |
| ------------------ | -------- | ----------------- | ----- | --------------------------------------------------------------- | -------------------- | ----------- | ------- | --------- | -------------------------------------- |
| 22. Mai 2015       | al-Qatif | [ 14 ]            | IS    | salafistisch, wahhabitisch                                      | Selbstmordattentäter | Moschee     | 22 (+1) | 100       |                                        |
| 18. September 2015 | Dschāzān | [ 15 ]            | Huthi | zaiditisch, antiimperialistisch, antizionistisch, antisemitisch | Mörser               | Wohngebäude | 3       | 28        | Militärintervention im Jemen seit 2015 |

## 2016
| Datum/Beginn    | Ort             | Artikel/Quelle(n) | Täter | Politische Ausrichtung     | Mittel                 | Ziel    | Tote   | Verletzte | Hintergrund |
| --------------- | --------------- | ----------------- | ----- | -------------------------- | ---------------------- | ------- | ------ | --------- | ----------- |
| 29. Januar 2016 | asch-Scharqiyya | [ 16 ]            | IS    | salafistisch, wahhabitisch | 2 Selbstmordattentäter | Moschee | 4 (+1) | 33 (+1)   |             |

## 2018
| Datum/Beginn       | Ort       | Artikel/Quelle(n) | Täter | Politische Ausrichtung                                          | Mittel | Ziel      | Tote | Verletzte | Hintergrund                            |
| ------------------ | --------- | ----------------- | ----- | --------------------------------------------------------------- | ------ | --------- | ---- | --------- | -------------------------------------- |
| 05. September 2018 | Nadschran | [ 17 ]            | Huthi | zaiditisch, antiimperialistisch, antizionistisch, antisemitisch | Rakete | Nadschran | 0    | 26        | Militärintervention im Jemen seit 2015 |

## 2019
| Datum/Beginn  | Ort  | Artikel/Quelle(n) | Täter | Politische Ausrichtung                                          | Mittel | Ziel                       | Tote | Verletzte | Hintergrund                            |
| ------------- | ---- | ----------------- | ----- | --------------------------------------------------------------- | ------ | -------------------------- | ---- | --------- | -------------------------------------- |
| 12. Juni 2019 | Abha | [ 18 ] [ 19 ]     | Huthi | zaiditisch, antiimperialistisch, antizionistisch, antisemitisch | Rakete | Abha International Airport | 0    | 26        | Militärintervention im Jemen seit 2015 |
| 23. Juni 2019 | Abha | [ 20 ] [ 21 ]     | Huthi | zaiditisch, antiimperialistisch, antizionistisch, antisemitisch | Drohne | Abha International Airport | 1    | 20        | Militärintervention im Jemen seit 2015 |